# 抚顺满铁附属地
抚顺满铁附属地是南满洲铁道在满铁千金寨站和抚顺站周边所管理的满铁附属地。

## 历史

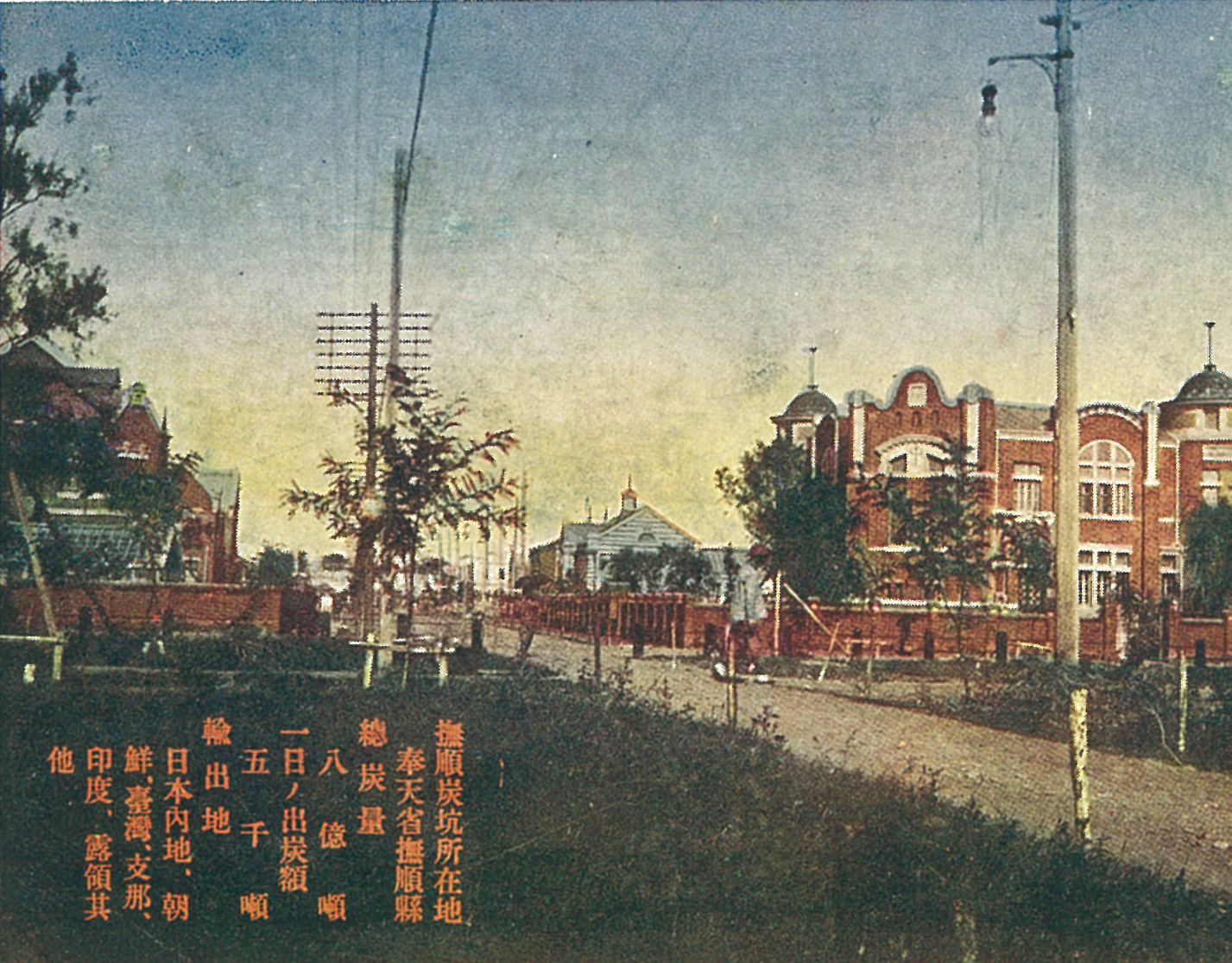
千金寨时期，抚顺满铁附属地二条通的抚顺炭矿社宅

附属地新市街南台町的社宅

1905年，日本在日俄战争中获胜，获得了东清铁路南段及其铁道附属地等权益。战争之后抚顺的铁道附属地由日本军方管理。1906年，南满洲铁道株式会社（简称“满铁”）成立，原东清铁路也改称南满洲铁道。1907年，满铁开始管理包括抚顺附属地在内的所有满铁附属地。
约1740年代起，抚顺千金寨附近就已经有小规模的煤矿开采活动，但到日俄战争前千金寨只有居民几十户。:34日俄战争时期，抚顺地区已经有两个煤矿开采公司。日军在战争中控制了煤矿开采公司，并将原本不属于东清铁路附属地的煤矿纳入抚顺满铁附属地范围，并在1911年令清政府承认满铁对煤矿的控制权。:95-98